# 山形ロイヤル病院
山形ロイヤル病院（やまがたロイヤルびょういん）は、山形県東根市にある医療機関。

## 診療科
- 内科
- リハビリテーション科

## 年表
- 1994年（平成6年）4月 - 開設。（病床数63床）
- 2000年（平成12年）4月 - 通所リハビリテーション、居宅介護事業所開設。
- 2014年（平成26年）8月 - 訪問看護開設。駐車場増設。
- 2017年（平成29年）3月 - 山形ロイヤル訪問看護ステーション開設。
- 2021年（令和3年)   3月 - 電子カルテシステム導入。

## フロアガイド
| 4F | 4F                                                                    |
| 東棟 | 西棟                                                                  |
| --- | --------------------------------------------------------------------- |
| 病室451～472 ナースステーション 食堂・談話室 一般浴室                                                                                  | 病室401～417 ナースステーション 食堂・談話室 一般浴室 機械浴室        |
| 3F |                                                                       |
| 東棟 | 西棟                                                                  |
| 病室351～372 ナースステーション 食堂・談話室 一般浴室                                                                                  | 病室301～317 ナースステーション 食堂・談話室 一般浴室 機械浴室 会議室 |
| 2F |                                                                       |
| 東棟 | 西棟                                                                  |
| 病室251～272 ナースステーション 食堂・談話室 一般浴室                                                                                  | 病室201～217 ナースステーション 食堂・談話室 一般浴室                 |
| 1F |                                                                       |
| 東棟 | 西棟                                                                  |
| 受付 診察室 MRI室 生理検査室 臨床検査室 機能訓練室 言語療法室 デイ・ケアルーム 売店 在宅介護支援センター 地域医療連携室 医療福祉相談室 | 薬局 レントゲン室 CTスキャン室 理容室                                 |

## 設備
- 一般撮影(X線撮影装置)
- CT検査
- MRI(磁気共鳴画像装置)
- 超音波診断装置

## 併設
- 居宅介護支援事業所
- 訪問リハビリテーション
- 通所リハビリテーション
- 山形ロイヤル訪問看護ステーション

## アクセス
- 電車・新幹線
  - JR奥羽本線さくらんぼ東根駅から徒歩7分
- バス
  - 山交バス
    - 山形 - 村山・北町間並松
      - 並松降車→徒歩4分

  - 東根市市民バス
    - 休石線
      - さくらんぼ東根駅前降車→徒歩7分
      - 一本木中央降車→徒歩5分

    - 向原公立病院線
      - さくらんぼ東根駅前降車→徒歩7分
      - 一本木中央降車→徒歩5分

    - 北部循環線(東回り･西回り)
      - さくらんぼ東根駅前降車→徒歩7分

    - 河北線
      - さくらんぼ東根駅前降車→徒歩7分

無料駐車場あり（102台）

## 周辺
- イオン東根店